# Trinity Bridge
El Trinity Bridge es un puente peatonal que cruza el río Irwell y une las dos ciudades de Mánchester y Salford en el Gran Mánchester, Reino Unido. Fue diseñado por el renombrado arquitecto español Santiago Calatrava y se completó en 1995. Fue uno de los primeros puentes diseñados por Calatrava y sigue siendo el único proyecto que ha completado en el Reino Unido.
El Trinity Bridge tiene un diseño típico de Calatrava que utiliza líneas rectas blancas como estructura, y está dominado por el pilón, que tiene 41 m de altura. El puente cruza el río Irwell, que marca el límite entre Mánchester y Salford. En el año 2010, el puente fue pintado de nuevo y examinado como parte de su programa de mantenimiento quince años después de su construcción.

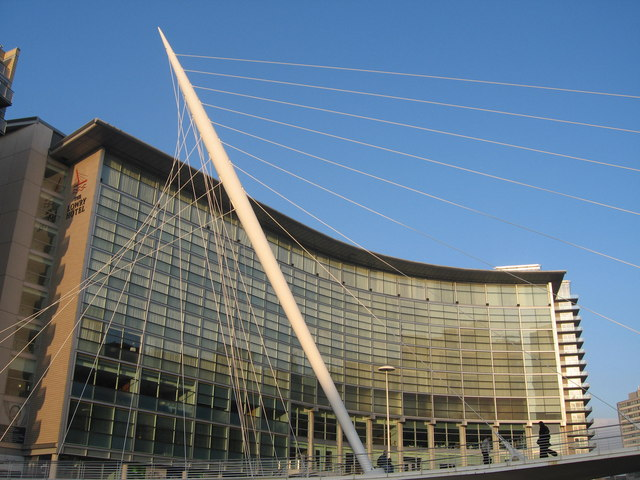
Detalle de la estructura.
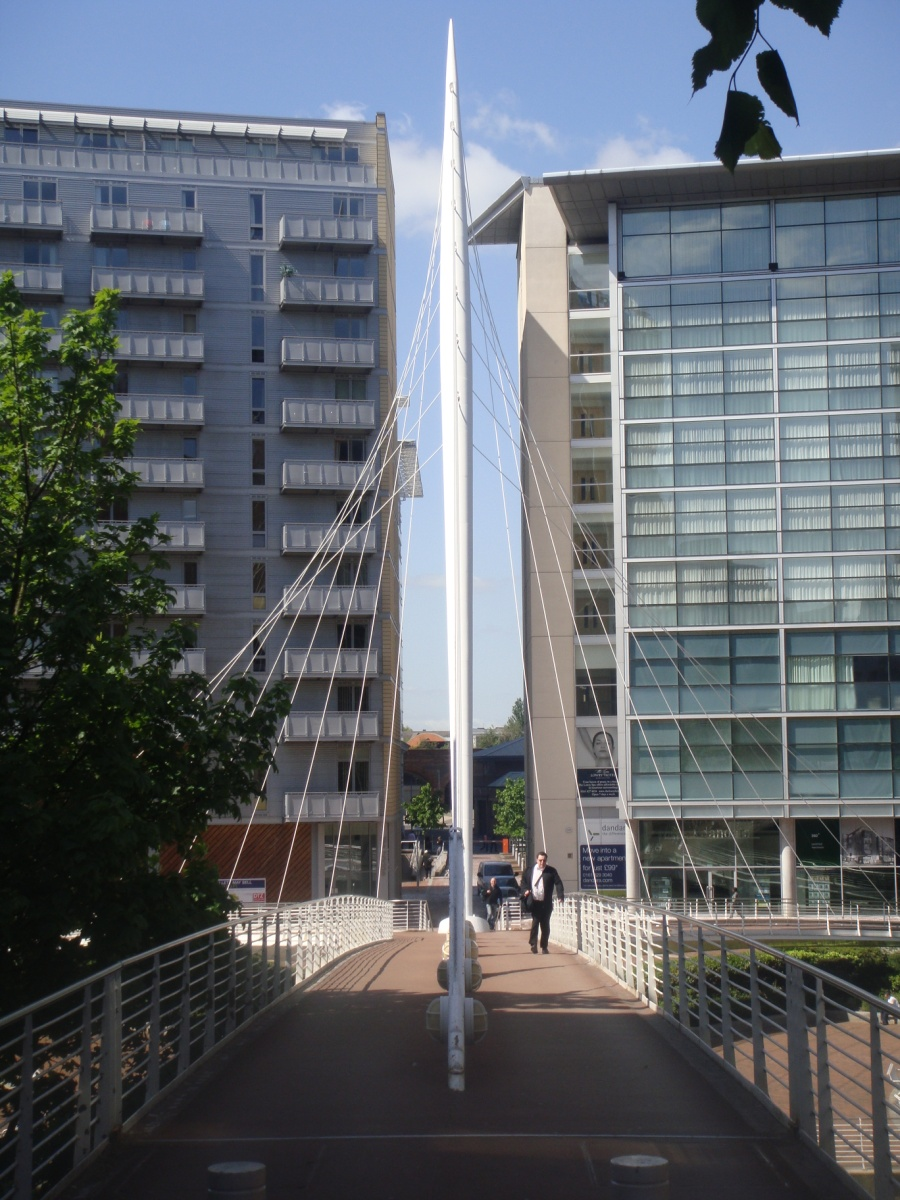
Cruzando el Trinity Bridge.
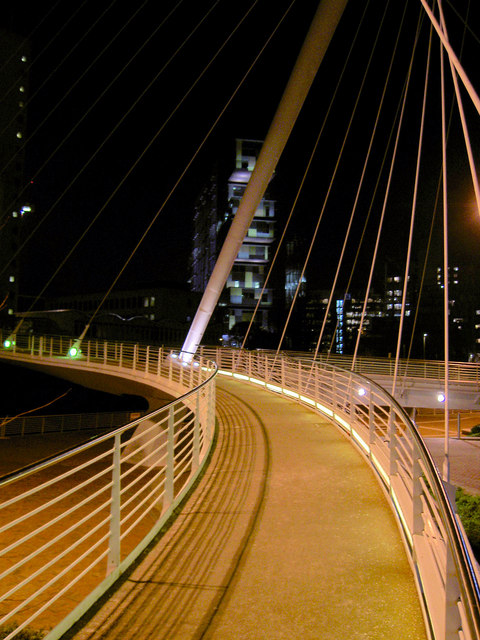
El puente por la noche.
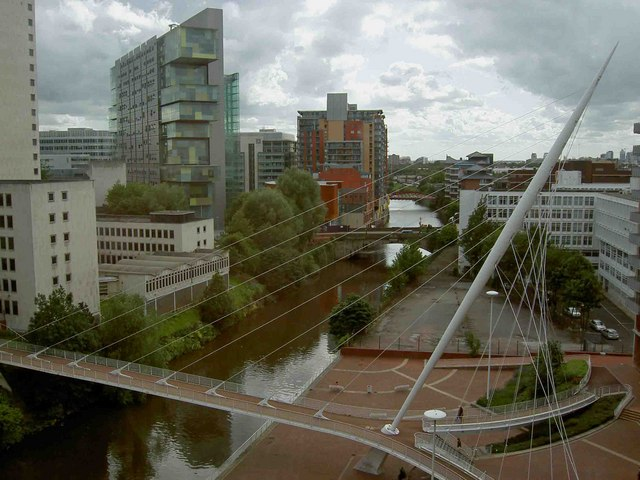
Vista del Trinity Bridge desde un edificio cercano.
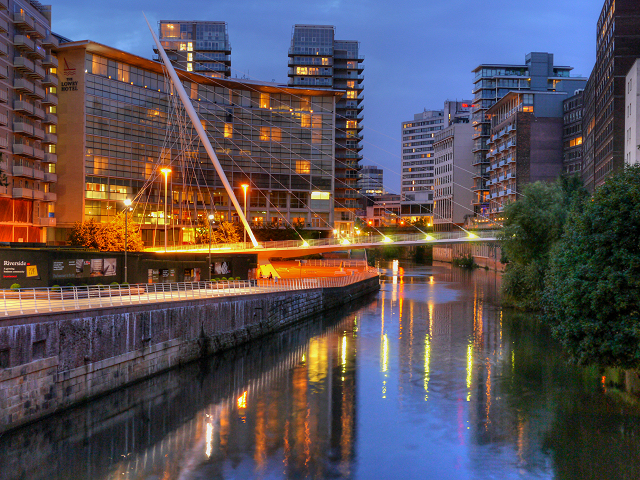
Vista del puente al atardecer.